# Thalassoalaimus rotundicaudatus
Thalassoalaimus rotundicaudatus is een rondwormensoort uit de familie van de Oxystominidae. De wetenschappelijke naam van de soort is voor het eerst geldig gepubliceerd in 1927 door Filipjev.